# Limenarchis
Limenarchis é um gênero de traça pertencente à família Agonoxenidae.